# Vírus de Coxsackie
Vírus de Coxsackie ou Coxsackievirus é parte da família dos enterovirus (que inclui também ecoviroses, poliomielite, e vírus da hepatite A). Podem infectar pele, unhas, olhos, vias respiratórias, coração, garganta, bexiga, pâncreas, fígado, cérebro ou meninges. Infectam principalmente recém-nascidos.

## Tipos
São diferenciados por seus antígenos e patogenia em:
- Grupo A: 23 subtipos, infectam pele, boca, unhas e/ou olhos.
- Grupo B: 6 subtipos, infectam coração, pleura, pâncreas ou fígado.
- Ambos grupos podem causar irritação cutâneas, febre, herpangina e/ou meningite asséptica.

## Transmissão
Podem espalhar de pessoa para pessoa, geralmente por causa de mãos mal lavadas e nas superfícies contaminadas por fezes, onde podem viver por diversos dias.
Os recém-nascidos, que podem ser infectados por suas mães durante ou logo após o nascimento, tem maior risco de desenvolver infecção grave, incluindo miocardite,  hepatite e  meningoencefalites (uma inflamação do cérebro e das meninges).
Suspeita-se que possa danificar o pâncreas a ponto de causar diabetes mellitus insulinodependente, mas é possível que diabéticos tipo 1 seja apenas fator de risco para pancreatite por Coxsackie.

## Patologias
Exantema
Afeta principalmente crianças e aproximadamente metade das crianças com infecção do vírus do coxsackie não têm nenhum sintoma. Cerca de 90% das infecções por coxsackievirus causam febre e mal estar inespecíficos. Seus sintomas mais comuns são:
- Febres repentina de 38,3 a 40oC por 2 a 4 dias
- Dor de cabeça
- Dores musculares
- Dor de garganta
- Desconforto abdominal
- Náuseas.

Síndrome mão-pé-boca
Síndrome mão-pé-boca começa com febre alta por um ou dois dias e com gânglios inchados. por bolhas vermelhas dolorosas com centro branco na garganta, na língua, na gengiva, nas palmas das mãos e nas solas dos pés. Em alguns casos podem afetar nádegas e genitais. Geralmente afeta crianças. As bolhas ulceram, formando aftas que liberam vírus ao contato ou ao espirrar e tossir. Geralmente desaparece sozinha em alguns dias. É importante durante esse tempo beber água, suco e sopa mesmo com dor de garganta para manter-se bem hidratado OU tomar soro glicosado por via intravenosa.
Herpangina
Herpangina é uma infecção do vírus do coxsackie na garganta que causa lesões no palato mole, úvula, amígdalas e faringe.
Pleurodinia
Pleurodinia (chamado também doença de Bornholm) é uma infecção relacionada do vírus do coxsackie que causa espasmos dolorosos nos músculos da caixa torácica e do abdômen superior.
Conjuntivite
A conjuntivite hemorrágica é uma infecção que afeta á esclera , isto é , o branco dos olhos. Raramente ocorre baixa da acuidade visual ,decorrente de edema retiniano secundário à inflamação da coróide .
Outras
Os vírus de Coxsackie podem também causar:
- Meningites, uma infecção das meninges (as três membranas que envolvem o cérebro e a medula espinhal)
- Encefalites, uma infecção do cérebro ou cerebelo
- Miocardites, uma infecção do músculo do coração
- Pericardite, uma infecção do revestimento interno do coração
- Diabetes mellitus, ao menos em experimentos com animais com o tipo B4. Em humanos há correlação, mas falta entender a fisiopatologia.

## Epidemiologia
O Coxsackievirus encontrados no mundo inteiro. Em países tropicais, as infecções ocorrem durante todo o ano. Em climas subtropicais, os surtos do vírus do coxsackie são mais frequentes no verão e raramente ocorrem no inverno. Causam 25% das infecções de recém-nascidos nos EUA. Nos EUA, estima-se que 1,6 a 2,4 milhões são infectados com sintomas pelo Coxsackievirus por ano. É duas vezes mais comum em meninos que meninas por causas desconhecidas. É mais comum em bebês, mas também afetam adultos. O tipo B1 é o mais comum diagnosticado e o B4 é o mais mortal.

## Etimologia
Recebeu este nome por ter sido diagnosticado como patógeno humano pela no Vilage Coxsackie, Condado de Greene, NY.